# François de Paule de Bourbon (1794-1865)
Pour les articles homonymes, voir François de Paule de Bourbon.
 (août 2019).
Si vous disposez d'ouvrages ou d'articles de référence ou si vous connaissez des sites web de qualité traitant du thème abordé ici, merci de compléter l'article en donnant les références utiles à sa vérifiabilité et en les liant à la section « Notes et références ».
François de Paule de Bourbon (Madrid, 10 mars 1794 – Madrid, 13 août 1865), infant d'Espagne, est le dernier fils du roi Charles IV d'Espagne et de Marie-Louise de Bourbon-Parme. Frère de Ferdinand VII et oncle de Isabelle II, il fut investi chevalier de la Toison d'Or dès sa naissance (1794).

## Biographie
François de Paule naît le 10 Mars 1794 au Palais Royal d’Aruanjez. Il est le dernier fils du roi d'Espagne Charles IV et de son épouse Marie-Louise de Bourbon-Parme.
Selon certaines rumeurs, il aurait pu être le fils de Manuel Godoy, principal ministre de son père et amant de sa mère, mais cette thèse est contestée par des historiens récents.
Le 2 mai 1808, les Français se proposent de conduire François de Paule, 14 ans, auprès de ses parents destitués et emprisonnés sur ordre de l'empereur Napoléon Ier. Les Madrilènes s'opposent à ce départ et affrontent l'armée de Napoléon : ce sera le tragique soulèvement du Dos de Mayo suivi d'une terrible répression qu'évoquent les tableaux de Goya.
Après la restauration des Bourbons, l'infant et son épouse font figure de chefs de file des libéraux opposés à l'infant Charles, chef de file des conservateurs. Le troisième mariage du roi Ferdinand VII est l’œuvre de l'épouse de François, Louise-Charlotte. Le couple sera un fidèle soutien de la régente Marie-Christine et de la reine Isabelle II qui épousera en 1846 l'infant François d'Assise, fils aîné de l'infant François de Paule et de son épouse.

## Descendance
En 1819, il épousa avec dispense sa nièce Louise-Charlotte de Bourbon-Siciles (1804-1844), princesse des Deux-Siciles, fille du roi François Ier des Deux-Siciles alors prince de Naples et de l'infante Marie-Isabelle d'Espagne. La princesse Louise est la sœur aînée de la reine-régente d'Espagne Marie-Christine, mère de la reine Isabelle II.
De cette union sont nés :
- François d'Assise de Bourbon (1820-1821), infant d'Espagne, duc de Cadix, mort jeune ;
- Isabelle Fernande de Bourbon (1821-1897), infante d'Espagne, qui épouse en 1841 le comte Ignace Gurowski, dont postérité ;
- François d'Assise de Bourbon, duc de Cadix, infant d'Espagne, roi-consort d'Espagne en épousant en 1846 sa cousine la reine Isabelle II, dont postérité ;
- Henri de Bourbon (1823- tué lors d'un duel en 1870), infant d'Espagne, duc de Séville, dont postérité (ducs de Séville jusqu'en 1968, titre transmis par alliance à une branche cadette des Bourbon-Séville) ;
- Louise-Thérèse d'Espagne (1824-1900), infante d'Espagne, qui épousa en 1847 José María Osório de Moscoso y Carvajal (1828-1881), 16e duc de Sessa, 15e comte d'Altamira (es),  18e duc de Maqueda (es), 6e duc de Montemar (es), 19e marquis d'Astorga (es), 12e marquis de San Román, 20e comte de Trastámara (es), etc., dont postérité ;
- Édouard-Félix de Bourbon (1826-1830), infant d'Espagne, mort jeune ;
- Joséphine-Fernande de Bourbon (1827-1910), infante d'Espagne, qui épousa secrètement en 1848 José Güell y Rente (1818-1884), dont postérité ;
- Thérèse de Bourbon (1828-1829), infante d'Espagne, morte jeune ;
- Ferdinand-Marie de Bourbon (1832-1854), infant d'Espagne, mort jeune ;
- Marie-Christine d'Espagne (1833-1902), infante d'Espagne, qui épousa en 1860 Sébastien de Bourbon, infant d'Espagne et du Portugal, dont postérité (ducs de Marchena, Durcal, Ansola et Hernani) ;
- Amélie d'Espagne (1834-1905), infante d'Espagne, qui épousa en 1856 Adalbert de Bavière, prince de Bavière et de Grèce, dont descendance espagnole.

En 1851, François de Paule se remaria avec Thérèse [Teresa] Arredondo y Ramírez de Arellano. De cette union naquit :
- Richard Marie [Ricardo María] de Arredondo (1851-1873), titré duc de San Ricardo ; ne fut jamais infant d'Espagne ni ne porta le patronyme « de Bourbon ». Mort sans alliance ni descendance.

## Ascendance

### Primogéniture
La branche aînée des Bourbons est issue de François de Paule, par la primogéniture généalogique suivante :
- Philippe V d'Espagne (1683-1746) fils de Louis, grand Dauphin de France le fils de Louis XIV de France
  -  Charles III d'Espagne (1716-1788) troisième fils régnant du précédent
    -  Charles IV d'Espagne (1748-1819) fils du précédent
      -  Ferdinand VII d'Espagne
      - François de Paule d'Espagne (1794-1865), frère cadet du précédent
        - François d'Assise de Bourbon (1822-1902) fils du précédent
          -  Alphonse XII d'Espagne (1857-1885) fils du précédent
            -  Alphonse XIII d'Espagne (1886-1941) fils posthume du précédent et prétendant au trône de France en 1936 à la suite du décès d'Alphonse-Charles de Bourbon
              -  Jacques-Henri de Bourbon (1908-1975) fils du précédent, prétendant au trône de France, qui a renoncé à ses droits au trône espagnol en faveur de son neveu Juan Carlos Ier
                -  Alphonse de Bourbon (1936-1989) fils du précédent, prétendant au trône de France
                  -  Louis de Bourbon (né en 1974) fils du précédent, prétendant au trône de France
                    - Louis de Bourbon (né en 2010) fils du précédent, dauphin de France